# Auswendiglernen

Im Studium (Gemälde von Nikolaus Gysis, Öl auf Holz, 1883)

Auswendiglernen (oft auch Memorieren, von lateinisch memorare, umgangssprachlich auch Pauken genannt) ist eine Form des Lernens, bei welcher der Lernende sich Text, Zahlen oder andere Informationen so ins Gedächtnis einprägt, dass er sie später der Lernvorlage getreu wiedergeben kann. Auch Handlungsfolgen wie Musikstücke, Tänze, Schachpartien, Kochrezepte und Ähnliches können auswendig gelernt werden.
Auswendiglernen geschieht stets absichtsvoll (explizit). Ein Lernen, das beiläufig und ohne bewusstes Memorieren oder Üben vollzogen wird, bezeichnet man als implizites oder inzidentelles Lernen.
Die seit der Reformpädagogik populäre Unterscheidung von Auswendiglernen und Verständnislernen ist dagegen problematisch, weil Auswendiglernen auch geistige Auseinandersetzung mit dem Lernstoff einschließt.
In vielen Kulturen bildet das Auswendiglernen bis heute eine Hauptform des schulischen Lernens, in der westlichen Welt u. a. für das Einmaleins und die Rechtschreibung.

## Religion

### Judentum
Im traditionellen und bis heute im orthodoxen Judentum ist das Auswendiglernen der Heiligen Schrift (Tanach, Talmud) ein wichtiger Bestandteil des religiösen Studiums, wobei allerdings nur wenige, außergewöhnliche Gelehrte ganze Bücher auswendig kannten; meist werden nur einzelne Abschnitte oder Textstellen auswendig gelernt. Diese Praxis entstand in einer Zeit, als schriftliche Fixierungen, z. B. des Talmud, noch nicht vorlagen und die Textkenntnis von den Vätern zu den Söhnen tradiert wurde.

### Christentum
Eine bedeutende Tradition des Auswendiglernens gibt es auch im Christentum. Ob bereits Jesus selbst seine Anhänger zum Auswendiglernen wichtiger Aussprüche veranlasste, ist nicht sicher. Die Kirchenväter empfahlen, Teile der Bibel – insbesondere das Neue Testament und die Psalmen – auswendig zu lernen. In der Neuzeit wurde auch das Auswendiglernen des Katechismus üblich. So empfahl Martin Luther das Auswendiglernen seines Kleinen Katechismus.
Bis in die Gegenwart hat sich die Praxis, Bibeltexte auswendig zu lernen, u. a. im englischsprachigen Raum erhalten. Dort gibt es heute sogar digitale Lernsysteme, die das Auswendiglernen von Bibeltexten unterstützen.

### Islam

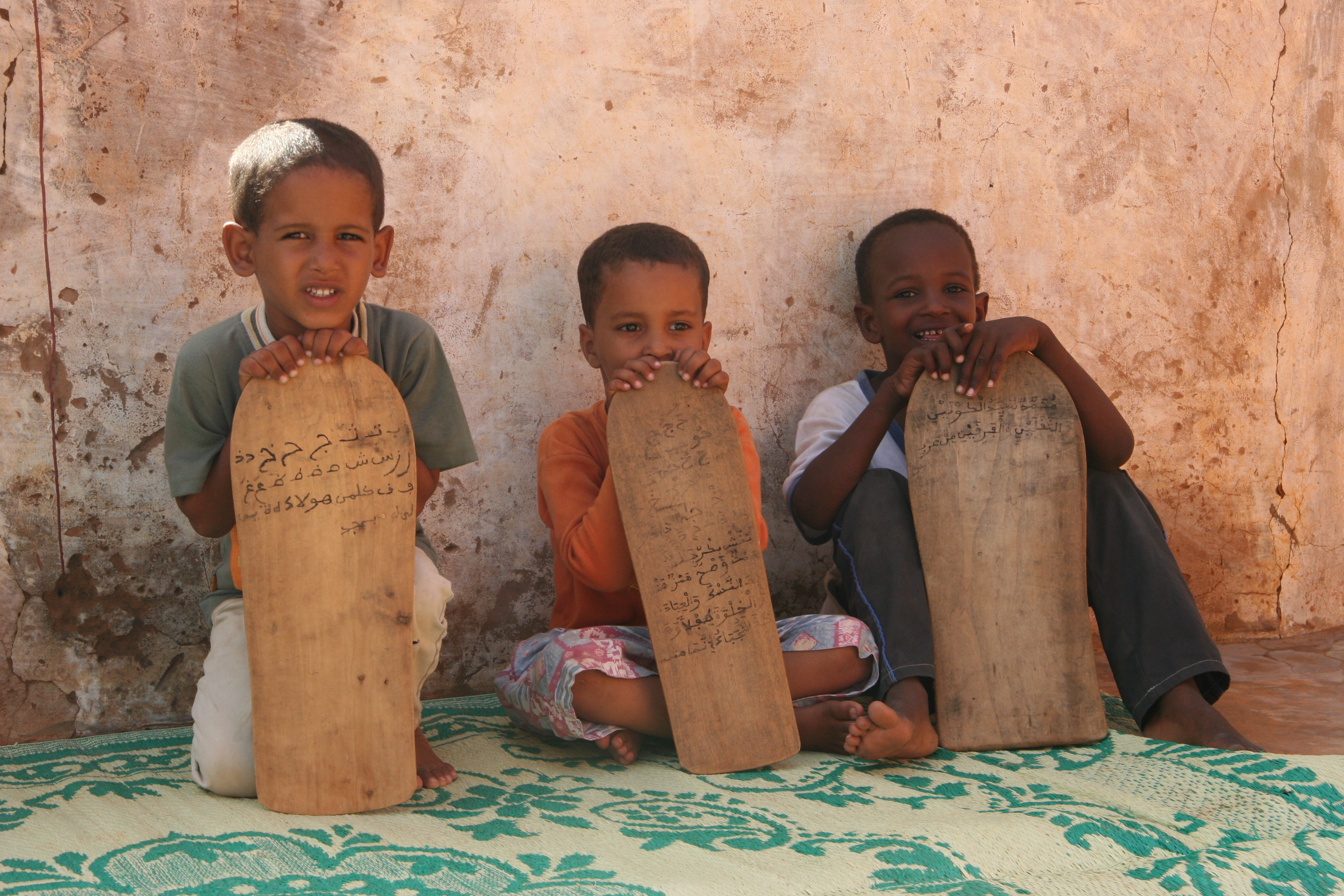
Jungen in Mauretanien beim Auswendiglernen von Koransuren

Auch der Islam besitzt eine große Tradition des Auswendiglernens. Ein Hafiz, ein Gläubiger, der den gesamten Koran auswendig gelernt hat, wird unter Muslimen hoch geachtet. Das Auswendiglernen des Korans (ḥifẓ) ist ein wesentlicher Bestandteil des Lehrplans der Koranschulen; die Schüler beginnen damit etwa im fünften Lebensjahr.

### Buddhismus
Unter den nicht monotheistischen Weltreligionen, in denen das Memorieren traditionell stark verbreitet war, ist der Buddhismus die bedeutendste. Aus der buddhistischen Literatur wurden besonders die überlieferten Lehrreden Buddhas auswendig gelernt.

### Hinduismus
Die Veden wurden ursprünglich nur mündlich weitergegeben, bevor sie ab dem 5. Jahrhundert schriftlich fixiert wurden. Konnte ein Brahmane alle vier Veden aufsagen, so wurde er Chaturvedi genannt. Die Tradition der vedischen Rezitation wird fortgeführt.

## Kulturelle Bedeutung

### Auswendigspielen in der Musik

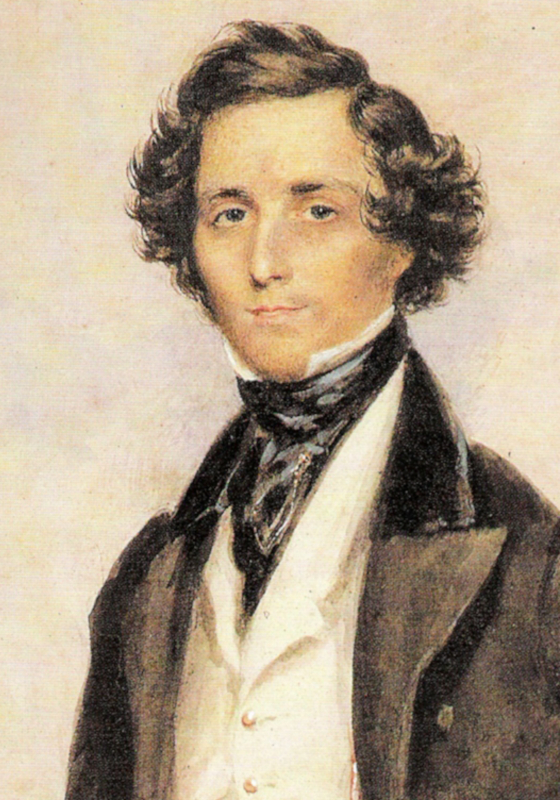
Der Pianist und Komponist Felix Mendelssohn Bartholdy war einer der ersten Solisten, die das Auswendigspielen in Deutschland in Mode brachten

Das Auswendigspielen von schriftlich fixierten Musikstücken – als Gegenbegriff zum Spiel nach Noten (Blattspiel) oder zur Improvisation – basiert sowohl auf dem bewussten Einprägen von musikalischen Strukturen durch vorangehende Werkanalyse und zielgerichtetes Üben am Instrument als auch auf dem unbewussten Lernen durch die mechanische Wiederholung von Spielbewegungen und die Verinnerlichung der damit verbundenen Gehörseindrücke. Welche Strategien des Memorierens dabei dominieren, hängt sehr stark von der individuellen Disposition des Lernenden ab.
In der abendländischen Kunstmusik ist das auswendige Musizieren von Instrumentalsolisten auf der Bühne eine historisch erst relativ spät auftretende Darbietungsform. Berühmte Solisten wie Niccolò Paganini, Felix Mendelssohn Bartholdy, Franz Liszt und Clara Wieck erregten daher großes Aufsehen, als sie diese Praxis seit den 1830er Jahren einführten. Das auswendige Spiel war ein wichtiger Aspekt in der Entstehungsgeschichte des in der Romantik aufkommenden Geniekults, das den vom Geist der ohne Notenvorlage gleichsam „entmaterialisierten“ Komposition beseelten Interpreten in den Mittelpunkt stellte. Gleichzeitig erzeugte es nicht nur eine publikumswirksame Illusion von improvisatorischer Inspiration, sondern gab dem Solisten diesbezüglich tatsächlich erst die großzügigen Freiheiten bei der Interpretation, die dem damaligen Publikumsgeschmack entsprachen.
Die Fähigkeit, nur einmal gehörte Stücke so detailliert zu erfassen, dass sie diese allein aus der Erinnerung niederschreiben können, findet sich nur bei wenigen diesbezüglich besonders begabten Musikern; so soll der 14-jährige Mozart ein komplexes mehrstimmiges Miserere von Gregorio Allegri aufgeschrieben haben, nachdem er es nur ein einziges Mal gehört hatte.
Während die von den besonderen Gedächtnisleistungen seines Schülers Walter Gieseking beeinflusste Methode des Klavierpädagogen Karl Leimer („Leimer-Gieseking-Methode“) das absichtsvolle und analytische Auswendiglernen anhand des Notentextes propagiert, beruht das Auswendigspiel nach der Suzuki-Methode, die in den ersten Unterrichtsjahren bewusst auf das Spiel nach Noten verzichtet, auf der Koordination von durch Imitation erlernten Spielaktionen mit Gehörseindrücken, die sich nach den Prämissen der Methode durch wiederholtes Vorspielen und Hören der Unterrichtsstücke auf Tonträgern einstellen sollen.

### Auswendiglernen als Geheimhaltung
Seit der Ausbreitung der Schrift wurde das Auswendiglernen zu allen Zeiten verwendet, um Texte und andere Informationen so aufzubewahren, dass sie Unbefugten nicht in die Hände fallen können.
So lernte die litauische Holocaust-Überlebende Mascha Rolnikaitė im Ghetto Vilnius Teile ihres Tagebuchs auswendig, um zu verhindern, dass damit belastendes Beweismaterial gegen sie und ihre Familie existierte.
Viele Texte des unter dem Stalinismus politisch missliebigen russischen Dichters Ossip Mandelstam sind nur deshalb erhalten geblieben, weil seine Frau und seine Freunde sie auswendig gelernt haben.
Während der chinesischen Kulturrevolution, in deren Verlauf ein Großteil der tibetischen Literatur zerstört wurde, ermöglichte das traditionelle Auswendiglernen dieser Texte in vielen Fällen eine Wiederauflage der Bücher im Ausland.
Auch Ray Bradbury verwendete das Motiv in seinem 1953 erschienenen Roman Fahrenheit 451.

## Pädagogik

### Nutzen
Der britische Experimentalpsychologe William H. Winch wies in einer Versuchsreihe bereits 1908 nach, dass das Auswendiglernen sinnvoller oder sinnloser Inhalte einen messbaren (Transfer-)Effekt auf die Fähigkeit von Schülern hat, sich auch solche Dinge zu merken, die sie inhaltlich verstanden haben.
Wie die amerikanischen Psychologen Jeffrey Karpicke und Jannell Blunt in Experimenten nachgewiesen haben, lernen und begreifen Collegestudenten naturwissenschaftlichen Lernstoff besser, wenn sie den Text wiederholt durcharbeiten und auswendig lernen, als wenn sie versuchen, sich den Inhalt mit Hilfe von Concept-Maps zu veranschaulichen und anzueignen. Lediglich wenn ein vollkommen neues Wissensgebiet betreten wird, erweisen Lernmittel wie das Concept Mapping sich gegenüber dem Auswendiglernen als effizienter.

### Auswendiglernen versus Verständnislernen
Wilhelm von Humboldt besaß für das Auswendiglernen zwar große persönliche Wertschätzung:

„Aber auch das eigene Auswendiglernen und Auswendigwissen von Gedichten, oder von Stellen aus Gedichten, verschönert das einsame Leben, und erhebt oft in bedeutenden Momenten. Ich trage mich von Jugend an mit Stellen aus dem Homer, aus Göthe und Schiller, die mir in jedem wichtigen Augenblicke wiederkehren, und mich auch in den letzten des Lebens nicht verlassen werden. Denn man kann nichts Besseres thun, als mit einem großen Gedanken hinüber gehen.“

Als er 1809 begann, das preußische Schulwesen zu reformieren, setzte er sich jedoch dafür ein, dass die Schüler nicht auswendig lernen, sondern verstehen und begreifen sollten, womit sie sich beschäftigen.
Unter dem Einfluss der Reformpädagogik wurde die Deutung des Auswendiglernens als Gegenpol zu einem Verständnislernen weiter verfestigt. Bereits Rousseau war ein entschiedener Gegner des Auswendiglernens. Auch Basedow und Pestalozzi berichteten, dass an ihren Schulen fast nicht mehr auswendig gelernt werde.

## Psychologie und Psychiatrie
Während Fertigkeiten und automatisierte Handlungsabläufe ins prozedurale Gedächtnis „gespeichert“ werden, geht Auswendiggelerntes ins deklarative Gedächtnis ein, das neurologisch dem Neocortex zugeordnet wird.
Das Auswendiglernen kann man sich erleichtern durch die Anwendung von Mnemotechniken wie z. B. „Eselsbrücken“. Viele dieser Techniken, etwa die Schlüsselwortmethode und die Loci-Methode, basieren auf der Visualisierung der ansonsten schwer merkbaren Daten. Gedächtnissportler, die in Wettkämpfen wie der Gedächtnisweltmeisterschaft antreten, verwenden anspruchsvolle Mnemotechniken wie das Major-System, Dominic-System oder Ben-System. Zu den Anwendungsfeldern für hoch leistungsfähige Mnemotechniken zählt auch der Pi-Sport, das Auswendiglernen möglichst vieler Nachkommastellen der Zahl Pi.
Über ein außergewöhnliches Erinnerungsvermögen verfügen auch manche Savants und manche Menschen im Autismusspektrum; welche Mnemotechniken diese verwenden, ist oft unklar.